# Bednarze (Petite-Pologne)
Pour les articles homonymes, voir Bednarze.
Bednarze (prononciation : [bɛdˈnaʐɛ]) est une localité polonaise de la gmina de Czernichów, située dans le powiat de Cracovie en voïvodie de Petite-Pologne.